# Echinoleucopis iota
Echinoleucopis iota är en tvåvingeart som beskrevs av Stephen D. Gaimari och Tanasijtshuk 2001. Echinoleucopis iota ingår i släktet Echinoleucopis och familjen markflugor.
Artens utbredningsområde är Uruguay. Inga underarter finns listade i Catalogue of Life.